# Glimpses of an Indian Village
Glimpses of an Indian Village è un cortometraggio muto del 1910. Il nome del regista non viene riportato nei credit del film.

## Produzione
Il film fu prodotto dalla Lubin Manufacturing Company.

## Distribuzione
Distribuito dalla Lubin Manufacturing Company, il film - un breve documentario di 62,5 metri - uscì nelle sale cinematografiche statunitensi il 10 gennaio 1910. Nelle proiezioni, veniva programmato con il sistema dello split reel, accorpato in un'unica bobina con un altro cortometraggio prodotto dalla Lubin, Over the Wire.